# Dósa Géza
Dósa Géza (Nagyenyed, 1846. – Marosvásárhely, 1871. április 12.) festőművész.

## Életpályája
Elszegényedett erdélyi nemesi családba született, apja Dózsa György ügyvéd, anyja Gyarmathy Róza. Apja, az 1848–49-es szabadságharcban hadbíróként tevékenykedett, ezért bujdosni kényszerült, először álnéven szappangyáros lett Kolozsváron, majd életét Marosvásárhelyi állatorvosként fejezte be.

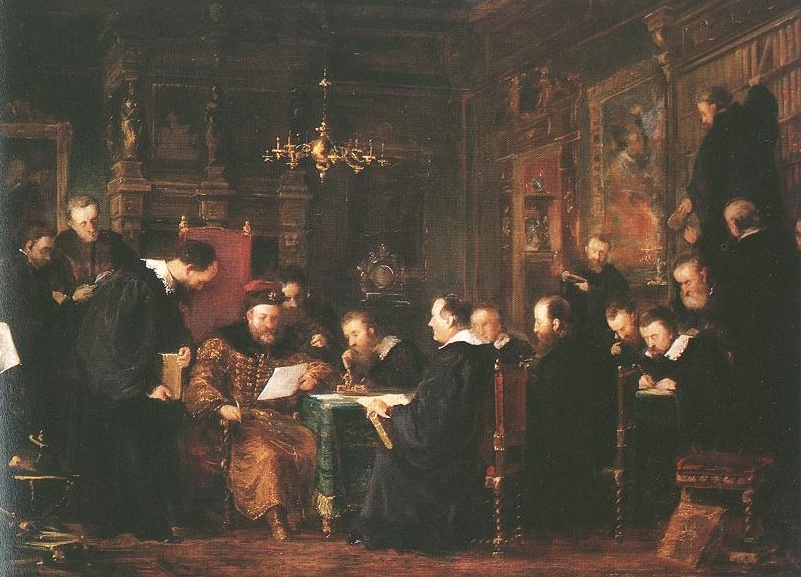
Dósa Géza legismertebb alkotása: Bethlen Gábor tudósai között

Dósa Géza már tízévesen Simó Ferenc kolozsvári rajziskoláját látogatta. Tanulmányait 1862-től a marosvásárhelyi református kollégiumban végezte, ahol rajztanára Péterffy Károly volt, majd 1864-től beiratkozott a budapesti református főgimnáziumba és egyúttal Székely Bertalan magántanítványa lett. 1865-ben részt vett az Eötvös József miniszter által történelmi festményre kiírt pályázaton, ahol Bethlen Gábor tudósai között című vázlatával ötszáz forintos ösztöndíjat nyert. Az ösztöndíj segítségével 1866-ban beiratkozott a bécsi képzőművészeti akadémiára, ahol Karl Wurzinger tanítványa lett. Itt kötött szoros barátságot Munkácsy Mihállyal, aki ekkor – szintén állami ösztöndíjjal – az akadémia hallgatója volt. 1869-től a müncheni akadémián Wagner Sándor tanítványa lett, de még ugyanebben az évben – Gustave Courbet Kőtörők című művének hatására – kilépett és önálló műtermet nyitott. Megrendelésre arcképeket és történelmi képeket is festett, többek között ekkor festette meg az Ónodi országgyűlés című képét. 1870-ben apja kérésére visszatért Marosvásárhelyre, ahol arcképfestésből próbált megélni. Sikertelensége, rossz anyagi helyzete is közrejátszhatott abban, hogy 1871 tavaszán egy szerelmi ügy miatt öngyilkos lett.
Művészetét csak évtizedekkel halála után kezdték értékelni. 1941-ben Kolozsvárott, 1944-ben Budapesten, a Szépművészeti Múzeumban tartottak műveiből emlékkiállítást.

## Főbb művei
- Bethlen Gábor tudósai között
- Az ónodi országgyűlés
- báró Bánffy György arcképe

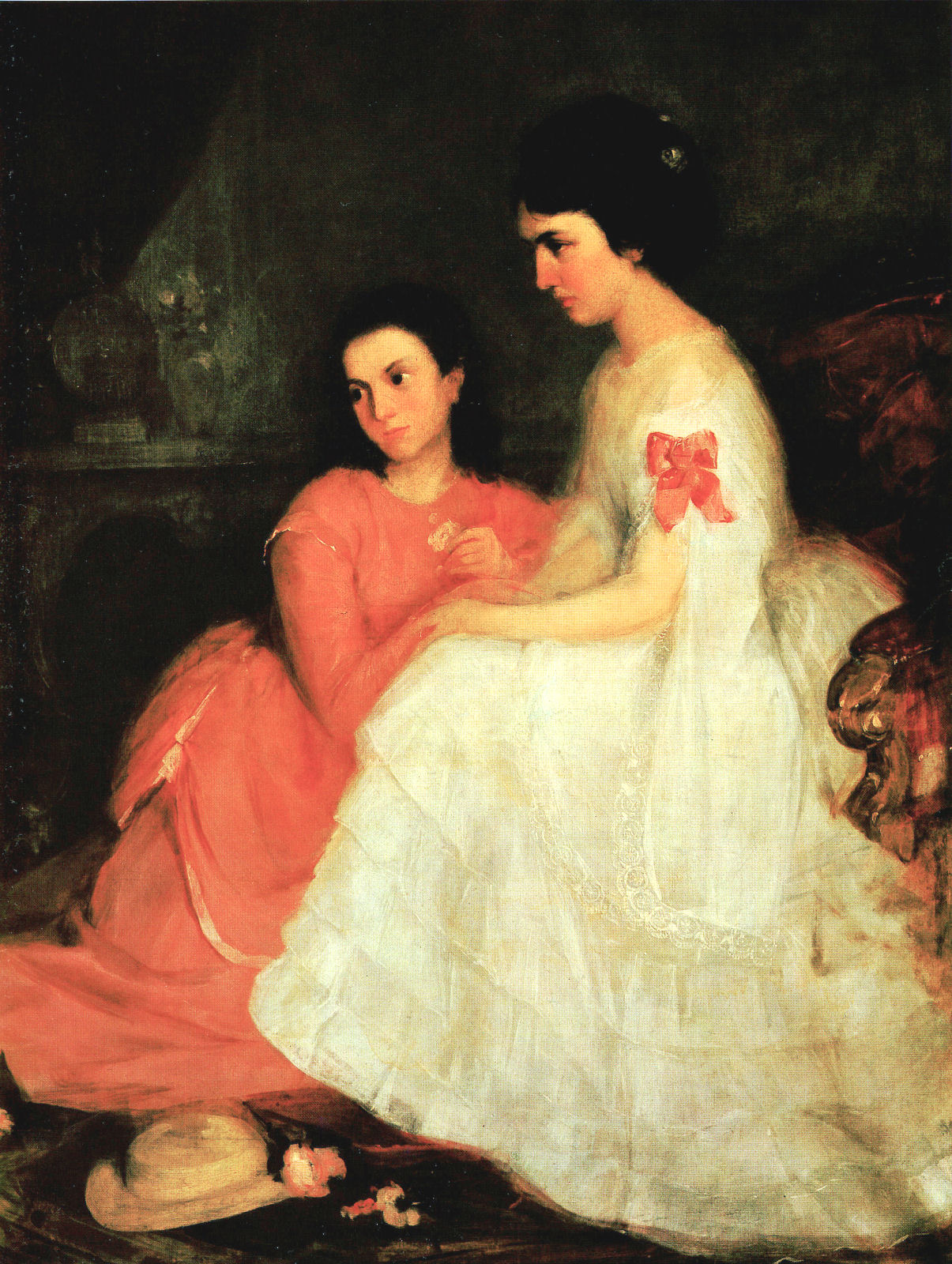
Wittich József leányai

- Kettős arckép (Wittich József leányai)
- Szakállas férfi